# Cayetano
Cayetano és una entitat de població de l'Uruguai, ubicada al nord del departament de Salto.
Es troba a 106 metres sobre el nivell del mar. Té una població aproximada de 100 habitants.